# Rezerwat przyrody Ostnicowe parowy Gruczna
Rezerwat przyrody Ostnicowe parowy Gruczna – rezerwat stepowy o powierzchni 23,79 ha, położony w województwie kujawsko-pomorskim, powiecie świeckim, gminie Świecie. Wokół rezerwatu utworzono otulinę o powierzchni 9,56 ha.

## Lokalizacja
Pod względem fizycznogeograficznym rezerwat znajduje się w mezoregionie Wysoczyzna Świecka. Znajduje się ok. 200 m na wschód od drogi krajowej nr 5, na południe od wsi Gruczno, na stromym zboczu doliny Wisły. 
Rezerwat jest położony w obrębie Nadwiślańskiego Parku Krajobrazowego należącego do Zespołu Parków Krajobrazowych nad Dolną Wisłą.

## Charakterystyka
Rezerwat chroni zespoły muraw kserotermicznych na stromych zboczach doliny Wisły. Do najcenniejszych zespołów florystycznych należy ok. 200 kęp ostnicy Jana – stepowego gatunku trawy rzadko spotykanej w Polsce.
Murawy porastające zbocza posiadają wiele gatunków roślin charakterystycznych dla formacji stepowej, z uwagi na warunki siedliskowe, np. nagrzewanie się latem przypowierzchniowych warstw gleby do 60 st. C. Występują tu rośliny murawowe takie jak: ostnica włosowata, dzwonek syberyjski, wężymord stepowy oraz fiołki (kosmaty, podgórski, mały).
Rezerwat podlega czynnej ochronie polegającej na wycinaniu zarośli oraz wypasie owiec wrzosówek.

## Szlaki turystyczne
Ok. 3 km na wschód od rezerwatu przebiega  pieszy szlak turystyczny „Nadwiślański” Bydgoszcz Leśna - Świecie 52 km. Podążając nim pieszo lub rowerem można zwiedzić rezerwaty rozlokowane na lewym zboczu Doliny Wisły: 
1. Kozielec (florystyczny),
2. Parów Cieleszyński (krajobrazowy),
3. Ostnicowe Parowy Gruczna

Do ciekawych formacji należą również: użytek ekologiczny „Prodnia” w miejscu maksymalnego zwężenia Doliny Dolnej Wisły, w miejscowości Jarużyn oraz pomnik przyrody Jaskinia Bajka w Gądeczu.